# Inti-Illimani
Inti-Illimani to zespół muzyczny z Chile, utworzony w 1967. Zespół jest najbardziej znanym przedstawicielem ruchu tzw. „Nowej pieśni” (nueva canción). Nazwa zespołu znaczy mniej więcej 'Słońce Illimani' w języku quechua. Samo Illimani to nazwa góry w boliwijskich Andach w języku aymara.

## Historia
Zespół został utworzony przez studentów Politechniki (Universidad Técnica del Estado) w Santiago w 1967. W roku 1973, gdy byli na tournée zagranicznym, Augusto Pinochet przejął władzę w wyniku puczu wojskowego. Słysząc o zamordowaniu szeregu znajomych artystów przez armię chilijską, zespół pozostał we Włoszech. Od tamtej pory wspierał kraj zza granicy. We wrześniu 1988 po latach odbyli swoją pierwszą trasę koncertową w Chile.
W przeszłości grupa była prowadzona muzycznie przez Horacio Salinasa, zaś politycznie przez Jorge Coulóna. W 2001 doszło do podziału grupy, z inicjatywy trzech kluczowych członków zespołu (José Sevesa, Horacio Durána oraz Horacio Salinasa). Zostali oni zastąpieni przez Manuela Meriño z zespołu Entrama, Cristiána Gonzáleza oraz Juana Floresa. Od 2005 funkcjonują dwa zespoły: „Historyczne” Inti Illimani (José Seves, Horacio Durán i Horacio Salinas) oraz „Nowe” Inti Illimani (bracia Coulón).

## Członkowie
Skład z roku 1968:
- Max Berrú
- Jorge Coulón
- Horacio Durán
- Pedro Yáñez
- Horacio Salinas
- Ernesto Pérez de Arce

"Nowe Inti-Illimani":
- Jorge Coulón
- Christian González
- Daniel Cantillana
- Juan Flores
- Efrén Viera
- Marcelo Coulón
- Manuel Meriño
- César Jara

"Historyczne Inti-Illimani":
- Horacio Salinas
- Horacio Durán
- José Seves
- Jorge Ball
- Fernando Julio
- Camilo Salinas
- Danilo Donoso

## Dyskografia
- Si somos americanos (1969)
- Voz para el camino (1969)
- Por la CUT (1969)
- A la Revolución Mexicana (1969)
- Inti-Illimani (1969)
- Inti-Illimani (1970)
- Canto al programa (1970)
- Charagua/El aparecido (1971)
- Autores chilenos (1971)
- Nuestro México, Febrero 23/Dolencias (1972)
- Canto para una semilla (1972)
- Quebrada de Humahuaca/Taita Salasaca (1972)
- Canto de pueblos andinos, Vol. 1 (1973)
- Viva Chile! (1973)
- La nueva canción chilena (Inti-Illimani 2) (1974)
- Canto de pueblos andinos (Inti-Illimani 3) (1975)
- Hacia la libertad (Inti-Illimani 4) (1975)
- Canto de pueblos andinos, Vol. 2 (Inti-Illimani 5) (1976)
- Chile resistencia (Inti-Illimani 6) (1977)
- Canto per una Seme (1978)
- Canto para una semilla (1978)
- Canción para matar una culebra (1979)
- Jag Vill Tacka Livet (Gracias a la vida) (1980)
- En directo (1980)
- Palimpsesto (1981)
- The Flight of the Condor (1982)
- Con la razón y la fuerza (1982)
- Imaginación (1984)
- Sing to me the Dream (1984)
- Return of the Condor (1984)
- La muerte no va conmigo (1985)
- De canto y baile (1986)
- Fragmentos de un sueño (1987)
- Leyenda (1990)
- Andadas (1992)
- Arriesgare la piel (1996)
- Grandes éxitos (1997)
- Lejanía (1998)
- Amar de nuevo (1999)
- Sinfónico (1999)
- La rosa de los vientos (1999)
- Inti-illimani interpreta a Víctor Jara (2000)
- Antología en vivo (2001)
- Lugares comunes (2003)
- Viva Italia (2004)
- Inti-Quila, música en la memoria (2005)